# Одностороння швидкість світла
Одношляхове вимірювання швидкості світла по замовчуванню не може бути виміряне незалежно від конвенції по синхронізації годинників, які знаходяться біля джерела та приймача світла, в рамках 'спеціальної теорії відносності'. Проте цілком можливо вимірювати експериментально прямо-зворотну швидкість (або двошляхову швидкість світла) від джерела до детектора, а потім назад – від детектора до джерела. Використання терміна round-trip speed в англомовній літературі є не зовсім коректним, оскільки наводить на так званий «коловий» («round») рух, в рамках якого спеціальна теорія відносності не працює. Альберт Ейнштейн запропонував конвенцію щодо синхронізації, в рамках якої одно- та двошляхове вимірювання швидкості світла є еквівалентні. Постійність одношляхової швидкості світла в будь-якій довільно вибраній системі відліку відіграє роль бази в рамках спеціальної теорії відносності. Проте всі передбачення цієї теорії, які можна перевірити експериментально, не залежать від цієї конвенції.

Протягом останніх ста років були здійснені численні експерименти з одношляхового вимірювання швидкості світла, проте жоден з них не був успішним (?)  Пізніше було показано, що ці експерименти насправді вимірюють двошляхову швидкість світла.
Слід відзначити, що швидкість світла в рамках теорії відносності не визначається, як фізична величина, а береться з електродинаміки. При цьому розглядається два принципово відмінних середовища: «матеріальне середовище», в якому присутні матеріальні тіла, а також «нематеріальне середовище», або «вільний пустий простір»/ «вакуум»/ «ефір».

## Одношляхова проти двошляхової швидкості світла

### Двошляхова швидкість
Двошляхова швидкість світла – це середнє значення швидкості від однієї точки (джерела) до дзеркала і назад. Оскільки світло стартує і фінішує в одному і тому ж місці, то для вимірювання повного часу потрібен тільки один годинник. Таким чином, швидкість світла може бути визначена без використання процедури синхронізації годинників. Будь-яке вимірювання, в якому світло розповсюджується вздовж «закритого шляху» сьогодні розглядається як двошляхове вимірювання. 
Численні експерименти показали, що в будь-якій «інерціальній системі відліку» двошляхова швидкість незалежна від «замкненого шляху», який розглядається. 
Оскільки в 1983 році одиниця метр була визначена, як відстань що проходить світло у вакуумі за 1/299 792 458  секунди. Це означає, що швидкість світла уже не може бути виміряна в рамках системи SI, проте довжина метра може бути погоджена з іншими стандартами довжини і змінюватися з часом. 

### Одношляхова швидкість
Одношляхова швидкість світла є невизначена по замовчуванню, оскільки не визначене поняття «одномоментності» події для двох різних точок у просторі, розділених певною відстанню. Щоб виміряти час, що витрачає світло для проходження певної відстані між двома точками простору, необхідно знати час старту,  та час фінішу в одному масштабі часу. Це вимагає наявність двох синхронізованих годинників, один на старті, а інший – на фініші, або деякий засіб що дозволяє посилання сигналу з нескінченною швидкістю. Проте таких засобів, що передають інформацію з нескінченною швидкістю на сьогодні не існує. Таким чином, середнє значення одношляхової швидкості вимагає процедури синхронізації» двох годинників на старті та фініші. Очевидно, що це є предмет конвенції експериментаторів. 
Перетворення Лоренца і визначає таку «конвенцію» для вимірювання часу в рамках одношляхового вимірювання швидкості світла в незалежній інерціальній системі відліку.

## Процедура синхронізації годинників
Спосіб, в який проводиться дистанційна синхронізація годинників, може впливати на всі залежні від часу виміри на певних відстанях, особливо при вимірювання швидкості або прискорення. 

### Конвенція Ейнштейна
Цей метод синхронізує дистанційні годинники в такий спосіб, що одношляхова швидкість світла стає рівною двошляховій швидкості світла. Деталі цього методу, а також умови, що забезпечують його достовірність, розглянуті в статті Синхронізація Ейнштейна.